# Ode sur une urne grecque
Vous lisez un « article de qualité » labellisé en 2018.  Il fait partie d'un « thème de qualité ».
Ode sur une urne grecque, en anglais Ode on a Grecian Urn, est un poème de John Keats composé en mai 1819 et publié anonymement en janvier 1820, dans le quinzième numéro de la revue Annals of the Fine Arts. Elle a été traduite en français en 1968 par Albert Laffay dans un recueil de poèmes de Keats.
Il fait partie d'une série de six grandes odes écrites en quelques mois. Ne se satisfaisant plus des modes d'écriture poétique du passé et désireux de modifier le schéma traditionnel de l'ode, Keats se concentre sur l'urne grecque après avoir lu deux articles de Benjamin Haydon, peintre et écrivain. C'est une époque où il se plonge dans la culture grecque ancienne, d'autant plus enthousiaste que les frises du Parthénon sont arrivées à Londres en 1801 et 1802, expédiées par Lord Elgin, et sa réflexion le convainc peu à peu que l'art grec recèle toutes les vertus de son peuple, idée qui sous-tend son poème.
Divisée en cinq strophes de dix vers, l'Ode sur une urne grecque est une méditation dite par un narrateur sur les motifs ornant l'urne antique. Deux scènes en particulier retiennent l'attention du poète : dans l'une, un amant poursuit à jamais son amante sans parvenir à la rejoindre, dans l'autre, des villageois se préparent à un sacrifice. Les derniers vers énoncent, plus qu'ils ne chantent, la conclusion de l'ode :
Le beau est vrai, le vrai est beau – et c'est là tout

Ce qu'ici-bas tu sais, c'est tout ce qu'il te faut savoir
La critique littéraire glose sur cette conclusion, sa signification, son apport esthétique. Elle s'interroge également sur le rôle du narrateur, la vertu inspiratrice des objets terrestres et la relation paradoxale existant entre le monde du poème et la réalité.
Du vivant de Keats, l'Ode sur une urne grecque n'a pas la faveur des commentateurs et ce n'est qu'au milieu du XIXe siècle qu'elle connaît un début de notoriété. Elle est désormais considérée comme l'une des plus grandes odes écrites en langue anglaise.

## Genèse et publication

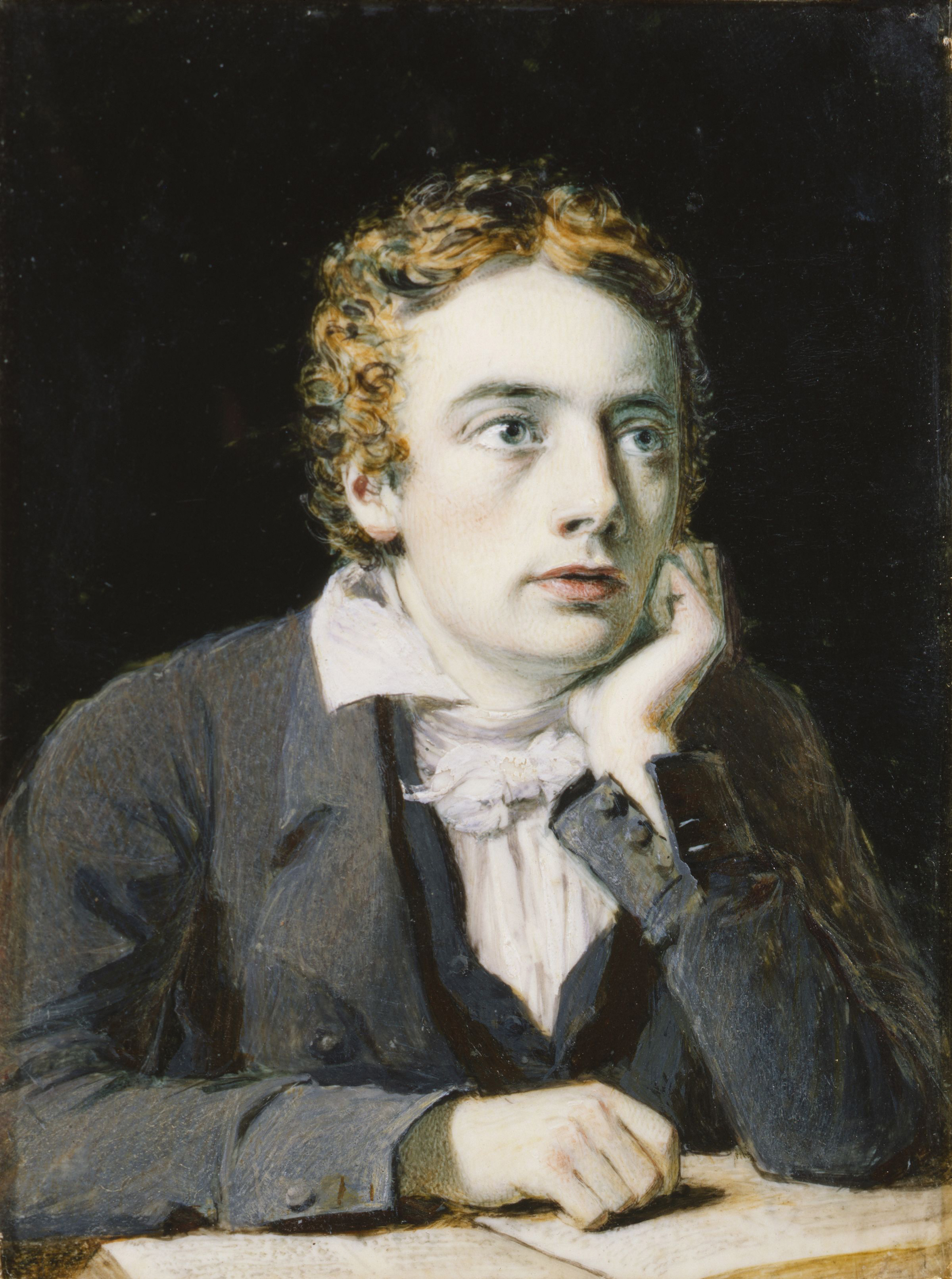
John Keats en 1819, par son ami Joseph Severn.

Au printemps 1819, John Keats quitte son poste d'assistant chirurgien au Guy's Hospital de Southwark à Londres, pour se consacrer à la poésie. À l'époque, il a vingt-trois ans et partage le logement de son ami Charles Armitage Brown, mais il est aux prises avec de grosses difficultés financières, d'autant aggravées que son frère cadet George sollicite son aide. D'après Bate, ces difficultés matérielles peuvent avoir contribué à sa décision d'écrire et de publier.
C'est ainsi qu'il compose six odes, Ode à Psyché, Ode sur une urne grecque, Ode sur l'indolence, Ode sur la mélancolie, Ode à un rossignol et Ode à l'automne, cette dernière par une belle soirée d'automne, transcrites par Brown, puis plus tard présentées à l'éditeur Richard Woodhouse. La date exacte de composition reste inconnue : seule la mention « mai 1819 » figure sur les cinq premières. Si l'ensemble partage la même structure formelle et la même thématique, rien au sein de cette unité ne laisse transpirer l'ordre dans lequel elles ont été accomplies.
Dans cette série poétique, Keats explore les relations existant entre l'âme, l'éternité, la nature et l'art. L'idée d'utiliser l'art grec ancien comme métaphore de ces interrogations lui est inspirée par deux articles publiés par Benjamin Haydon dans l'Examiner les 2 et 9 mai 1819. Dans le premier, Haydon décrit le rôle du sacrifice et le mode d'adoration des Grecs, alors que dans le second, il compare le style de Raphaël et de Michel-Ange tout en méditant sur la sculpture médiévale. De plus, Keats se familiarise avec l'art des urnes grecques en consultant des estampes dans le studio de Haydon, et c'est d'ailleurs là qu'il réalise, d'après le recueil Les Monuments antiques du musée Napoléon, l'estampe du cratère en marbre, dit vase de Sosibios, de style néo-attique et conservé au musée du Louvre, préalablement trouvé dans A Collection of Antique Vases, Altars, Paterae de Henry Moses,.
Benjamin Haydon n'est pas le seul à avoir inspiré Keats. Sa fréquentation des frises du Parthénon a joué un rôle important, comme en témoigne ce sonnet :
| On Seeing the Elgin Marbles My spirit is too weak—mortality Weighs heavily on me like unwilling sleep, And each imagined pinnacle and steep Of godlike hardship tells me I must die Like a sick eagle looking at the sky. Yet ’tis a gentle luxury to weep That I have not the cloudy winds to keep Fresh for the opening of the morning’s eye. Such dim-conceived glories of the brain Bring round the heart an undescribable feud; So do these wonders a most dizzy pain, That mingles Grecian grandeur with the rude Wasting of old time—with a billowy main— A sun—a shadow of a magnitude. | Devant les marbres d'Elgin Mon esprit est trop faible. L'idée de la mort Pèse lourdement sur moi comme un sommeil qu'on repousse, Et chaque cime et falaise chimérique De privations pieuses me disent qu'il me faut mourir, Comme un aigle malade levant son regard vers le ciel. Pourtant, il m'est un doux réconfort de comprendre, en pleurant, Que je n'ai pas à garder les vents brumeux, Frais lorsque s'ouvre les yeux de l'aurore. De telles gloires vaguement conçues par l'esprit Apportent au cœur un trouble indescriptible ; Ainsi ces prodiges causent une douleur vertigineuse Qui mélange la splendeur grecque avec l'outrageante flétrissure des Temps anciens -- dans un grand tourbillon, Un soleil, l'ombre d'une Gloire. |

De plus, il a connaissance de l'urne dite de Townley (du nom du collectionneur l'ayant achetée à son découvreur, William Hamilton), vase romain ovoïde de 93 cm entreposé au British Museum depuis 1805. Cependant, Rosemary Hill conteste cette filiation, convaincue que l'inspiration de Keats est plus générique et s'appuie sur l'entière collection de Hamilton qui rejoint le musée à la même époque.

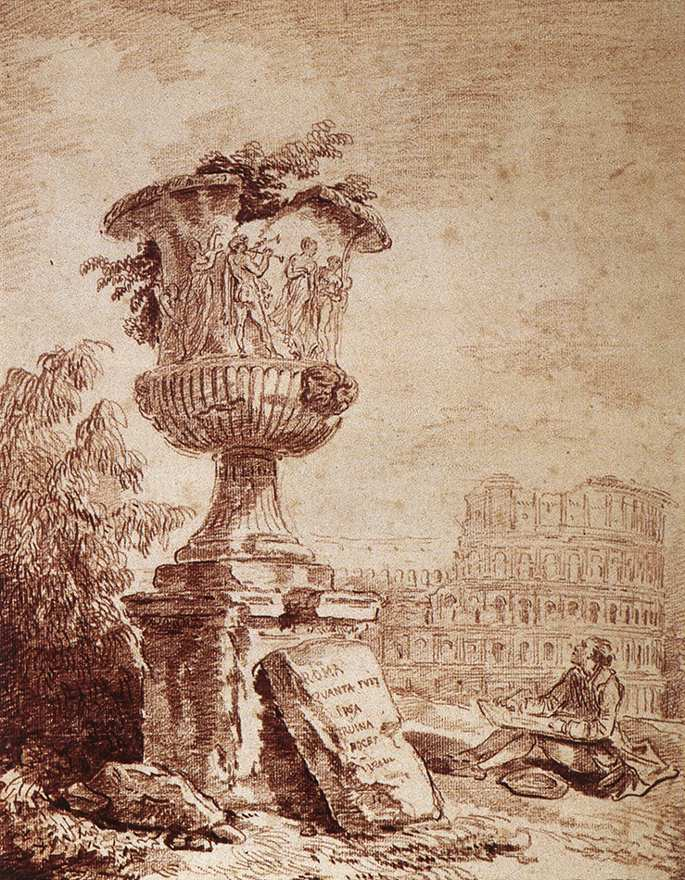
Le vase Borghese, pastel par Hubert Robert (1775).

S'ajoutent à cette culture grecque la fréquentation du cratère antique monumental qu'est le vase Borghese, désormais au musée du Louvre, découvert en 1566 et ajouté à la collection Borghese en 1645, et aussi celle de la collection — incluant un cratère grec — de Holland House (à la fois salon, galerie et laboratoire d'idées), sans compter la lecture de Robert Burton, dont l'ouvrage L'Anatomie de la mélancolie (The Anatomy of Melancholy) traite entre autres de sujets antiques, et la toile du Lorrain intitulée Le Sacrifice à Apollon. Il est vrai que bien des essais ou articles critiques contemporains partagent les vues de Keats qui considère l'art grec comme résolument porteur de l'idéal et des vertus de son peuple. En somme, le poème s'attache à décrire un idéal artistique plus qu'un objet spécifique.
Selon Maurice Bowra, l'urne décrite par Keats, en marbre avec des personnages en relief (marble men and maiden), est vraisemblablement néo-attique. Or ces urnes présentent toujours une seule scène qui fait le tour du vase, alors que le poète en décrit deux, distinctes l'une de l'autre, comme les poteries à silhouettes peintes, rouges ou noires, de l'époque classique : il s'agit bien d'une invention.
Bien que l'ode soit achevée en mai 1819, elle n'est publiée qu'en janvier 1820, avec l'Ode à un rossignol, dans les Annales des Beaux-Arts, revue promouvant des idées que partage le poète. Après cette première parution, l'Examiner la reprend en joignant les deux articles de Haydon déjà publiés. Keats l'inclut dans son recueil de juillet 1820, Lamia, Isabella, The Eve of St Agnes and Other Poems,.

## Structure formelle
En 1819, Keats s'essaie à écrire des sonnets, mais bien que ces œuvres soient reconnues comme des chefs-d'œuvre, cette forme poétique ne correspond pas vraiment à son dessein présent. C'est alors qu'il se tourne vers l'ode, mais n'emprunte pas le schéma pindarique qu'utilise John Dryden, par exemple dans la Fête d'Alexandre pour la Sainte-Cécile (mise en musique par Henry Purcell [Z 238], puis par Georg Friedrich Haendel [HWV 75]), impropre selon lui à traiter de sujets philosophiques. Aussi met-il au point, dès son Ode à Psyché, qui précède vraisemblablement l'Ode sur une urne grecque, son ton poétique élaboré selon ses idées esthétiques. Ce schéma évolue encore dans les deux odes qui suivent, l'Ode sur une urne grecque et l'Ode à un rossignol — odes parentes, le chant de l'oiseau rendant au poète le même service que la vision de l'urne, quoique plus fugitivement — en insérant une seconde voix, ce qui permet un dialogue entre deux sujets.
Selon Agnès Rouveret, pour les Anciens, peinture et sculpture sont des activités techniques, des « arts » au sens classique du terme, que rien ne valorise au regard des autres pratiques artisanales. Le poème de Keats, lui, relève du procédé littéraire de l'ekphrasis (έκφρασης), soit la représentation poétique du résultat de l'un de ces « arts », ici une sculpture. Pour la déchiffrer — ne serait-ce que par l'imaginaire —, il faut un art d'une autre nature, dû à un interprète ou un exégète, qui peut prononcer ou retenir son jugement, rôle assumé en l'occurrence par le poète. Le modèle, dû à Théocrite, est qualifié, depuis la période romaine, d'« idylle » — en grec εἰδύλλια / eidullia (de εἶδος / eidos, « la forme »), c'est-à-dire des « formes brèves », composées pour la plupart en hexamètres dactyliques, qui rendent compte du motif représenté sur les flancs du vase. Cependant, alors que Théocrite s'attache aux mouvements sous-jacents et aussi au caractère des figures représentées, Keats remplace l'action ainsi reconstituée par des séries de questions et se concentre uniquement sur l'aspect extérieur des personnages.
L'Ode sur une urne grecque se présente sous la forme de quatre strophes de dix vers, avec un quatrain en ABAB et un sizain à la manière de Milton, soit dans les première et cinquième, CDEDCE, la deuxième, CDECED et les troisième et quatrième, CDECDE, rimes enlacées qui confèrent une unité prosodique au poème (répété pour les odes à la Mélancolie — cependant élargie au septain —, à un Rossignol et à l'Indolence).
À l'origine, l'ode antique se compose d'une triade à la fois chantée et dansée, la « strophe » (un tour à gauche), l'« antistrophe » (un tour à droite) et l'« épode », chantée après coup (retour au point de départ). Au cours des siècles, ce schéma rigide tombe en désuétude, mais l'ode en tant que genre lyrique garde la faveur des poètes. Keats, poète romantique (le romantisme en poésie date de la publication des Ballades Lyriques en 1798 par  Wordsworth et  Coleridge), s'efforce de préserver ce que Swanson appelle « un équilibre de facture classique » (a classical balance) entre deux extrêmes, la symétrie de la littérature classique et l'asymétrie de la poésie romantique. Ainsi, le schéma ABAB du début de chaque strophe relève de la première, tandis que le sizain s'affranchit du style des odes gréco-latines.

## Le poème

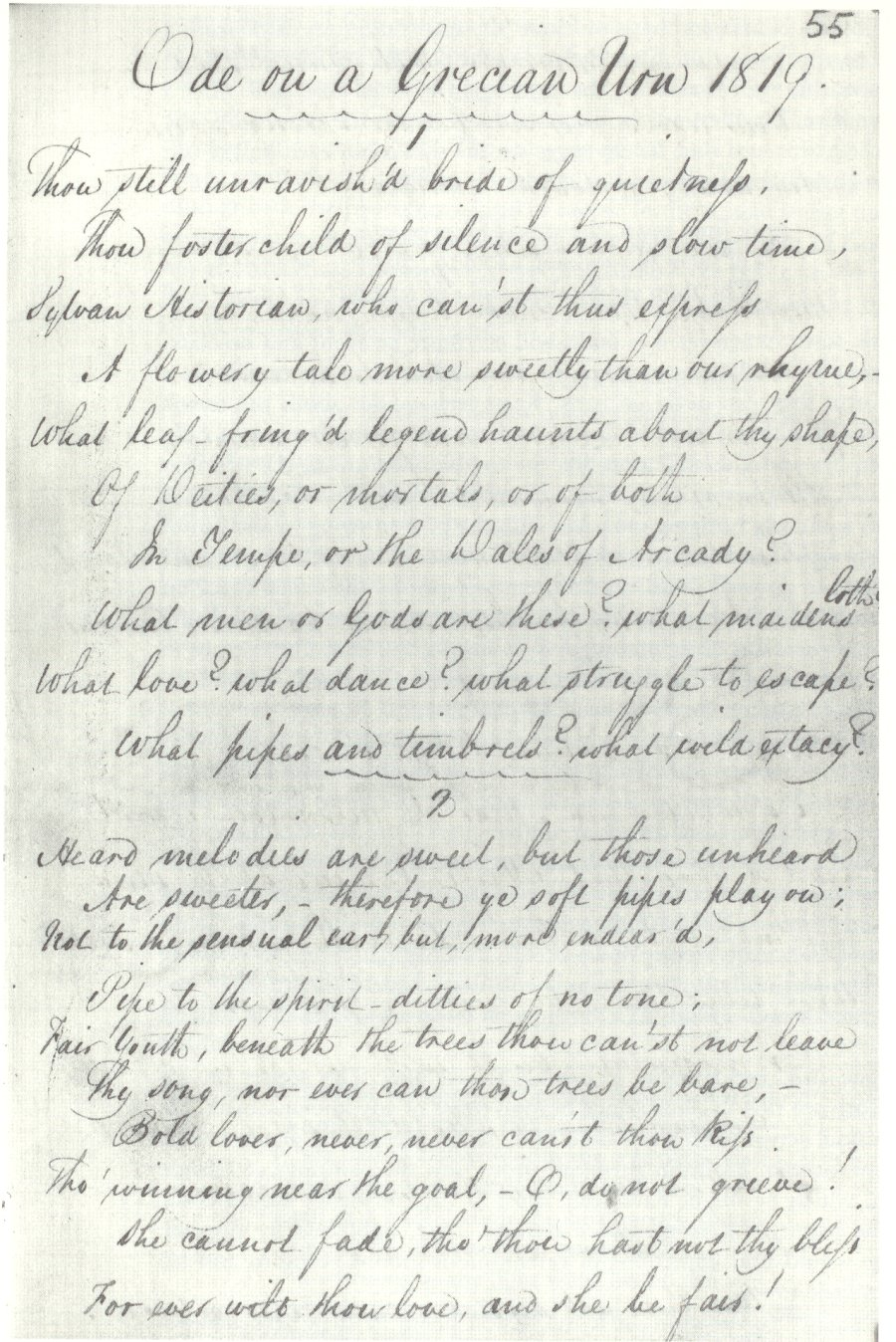
Première copie du poème Ode sur une urne grecque.

Le poème commence par une mise en silence de l'urne, appelée « épouse du repos », si bien que le narrateur a le champ libre pour laisser aller sa propre méditation. Devant cette relique du passé, il essaie d'en déchiffrer l'histoire, celle de l'œuvre en soi et celle qu'elle raconte.

### Strophes I et II
D'emblée, le narrateur s'adresse directement à l'urne par le pronom personnel thou (« tu »). Cette deuxième personne n'est pas un signe de familiarité, sa forme archaïque dénotant au contraire l'effroi du respect et de l'admiration (awe). Pourquoi l'urne est-elle qualifiée d'« enfant nourrie par le silence et les lentes années » ? D'après Bloom, la réponse tient de son origine à la fois matérielle et artistique : faite de pierre et œuvre d'un sculpteur resté silencieux, le temps n'a eu de prise sur le matériau et l'épreuve du vieillissement s'étale sur une si longue période que l'art qu'elle recèle semble éternel. De plus, elle raconte une histoire ayant transcendé le temps de sa création, que seule sa beauté intrinsèque peut transmettre.
La strophe enchaine une série de questions, restées trop ambiguës pour que le mystère de leur réponse soit levé. Seuls quelques éléments de base se détachent — la frise est en relief —, une poursuite avec un fort substrat sexuel, qu'accompagne une mélodie s'amplifiant d'une strophe à l'autre. Que quelqu'un puisse ressentir à ce point le désir charnel et qu'aussitôt l'âme se languisse pour une musique immobile et silencieuse relève, selon Bloom, du paradoxe, comme si une stase émanant de l'urne jetait un interdit à tout épanouissement. En témoigne la suite de la strophe, adressée au farouche amant (bold lover), figé dans l'éternel moment (never, ever) et à jamais condamné à la frustration d'aimer, alors que la vierge garde, avec sa pureté, la jeunesse éternelle.
| Ode on a Grecian Urn Thou still unravish'd bride of quietness, Thou foster-child of silence and slow time, Sylvan historian, who canst thus express A flowery tale more sweetly than our rhyme: What leaf-fring'd legend haunts about thy shape Of deities or mortals, or of both, In Tempe or the dales of Arcady? What men or gods are these? What maidens loth? What mad pursuit? What struggle to escape? What pipes and timbrels? What wild ecstasy? Heard melodies are sweet, but those unheard Are sweeter; therefore, ye soft pipes, play on; Not to the sensual ear, but, more endear'd, Pipe to the spirit ditties of no tone: Fair youth, beneath the trees, thou canst not leave Thy song, nor ever can those trees be bare; Bold Lover, never, never canst thou kiss, Though winning near the goal yet, do not grieve; She cannot fade, though thou hast not thy bliss, For ever wilt thou love, and she be fair! | Ode sur une urne grecque O toi, vierge encore, épouse du repos Enfant nourrie par le silence et les lentes années, Sylvestre conteuse qui sait en ta langue exprimer Un récit tout fleuri plus suavement que nos poèmes : Quelle légende frangée de feuilles s'évoque à l'entour de tes flancs, Légende de dieux ou de mortels, ou des deux peut-être, À Tempé ou dans les vallons d'Arcadie ? Quels sont ces hommes ou bien ces dieux ? Et ces vierges rebelles ? Et cette folle poursuite ? Qui se débat pour s'échapper ? Quels sont ces pipeaux et ces tambourins ? Quelle est cette frénésie ? Les mélodies qu'on entend sont douces ; mais inouïes, Plus douces encore ; aussi, tendres pipeaux, continuez de jouer : Non pour l'oreille charnelle, mais, plus séduisants, Jouez à l'âme des airs privés de voix : Bel adolescent, à l'ombre de ces arbres, tu ne saurais Quitter ta chanson, ni ces arbres se dénuder jamais ; Amant hardi, jamais, jamais tu n'auras son baiser, Si près du but pourtant ; mais ne t'afflige pas ; Elle ne pourra se flétrir, encore que tu ne goûtes pas ton bonheur, À jamais tu l'aimeras et toujours elle sera belle ! |

À ce propos, Laffay fait remarquer que l'art plastique « arrache un moment à la durée et l'éternise » : de fait, l'ode accorde une sorte de supériorité de la vue sur l'ouïe : l'urne est enfant du silence, ses mélodies qu'on n'entend pas sont plus douces que celles qu'on entend. Ainsi, les choses sont soustraites à la corruption du temps, l'amour ne saurait jamais lasser, les airs du musicien resteront à jamais nouveaux et les arbres garderont leurs feuilles, comme l'expriment sur un ton emphatique les vers qui suivent.

### Strophes III et IV
| Ah, happy, happy boughs! that cannot shed Your leaves, nor ever bid the Spring adieu; And, happy melodist, unwearied, For ever piping songs for ever new; More happy love! more happy, happy love! For ever warm and still to be enjoy'd, For ever panting, and for ever young; All breathing human passion far above, That leaves a heart high-sorrowful and cloy'd, A burning forehead, and a parching tongue. Who are these coming to the sacrifice? To what green altar, O mysterious priest, Lead'st thou that heifer lowing at the skies, And all her silken flanks with garlands drest? What little town by river or sea shore, Or mountain-built with peaceful citadel, Is emptied of this folk, this pious morn? And, little town, thy streets for evermore Will silent be; and not a soul to tell Why thou art desolate, can e'er return. | Heureux, heureux rameaux, qui ne sauriez répandre Votre feuillage, ni jamais, dire au Printemps adieu ! Et toi, heureux musicien, qui, inlassable, Modules des chants toujours nouveaux ! Et plus heureux l'amour, plus heureux mille fois ! Amour toujours ardent et jamais assouvi, Toujours haletant et jeune éternellement, Bien au-dessus de toute passion des hommes Qui nous laisse le cœur douloureux et repu, Le front brûlant et la bouche dévastée de fièvre. Mais quel cortège s'avance au sacrifice ? À quel autel verdoyant, ô prêtre mystérieux, Mènes-tu cette génisse qui mugit vers le ciel Et dont les fanes soyeux se parent de guirlandes ? Quelle petite ville au bord d'un fleuve ou de la mer, Ou, bâtie sur une montagne autour d'un paisible acropole, S'est ainsi décuplée en ce matin recueilli ? Modeste bourgade, tes rues, pour toujours, Connaîtront le silence ; et pas une âme Pour dire pourquoi tu es déserte, ne reviendra jamais. |

Dans la troisième strophe, en effet, le narrateur s'adresse à un arbre aux feuilles pérennes qui jamais ne dira « adieu » au printemps (bid the Spring adieu). L'opposition entre la vie et la non-vie s'étend au-delà de l'amant et de la jeune vierge, s'inscrivant davantage dans le temps, comme le montre la répétition de « à jamais » (for ever) qui, trois fois, commence le vers. Le chant, lui, ne vieillit pas, les flutiaux peuvent poursuivre leur mélodie qui guide les amants, la nature et tous et chacun se situant « bien au-dessus de toute passion des hommes » (All breathing human passion far above).

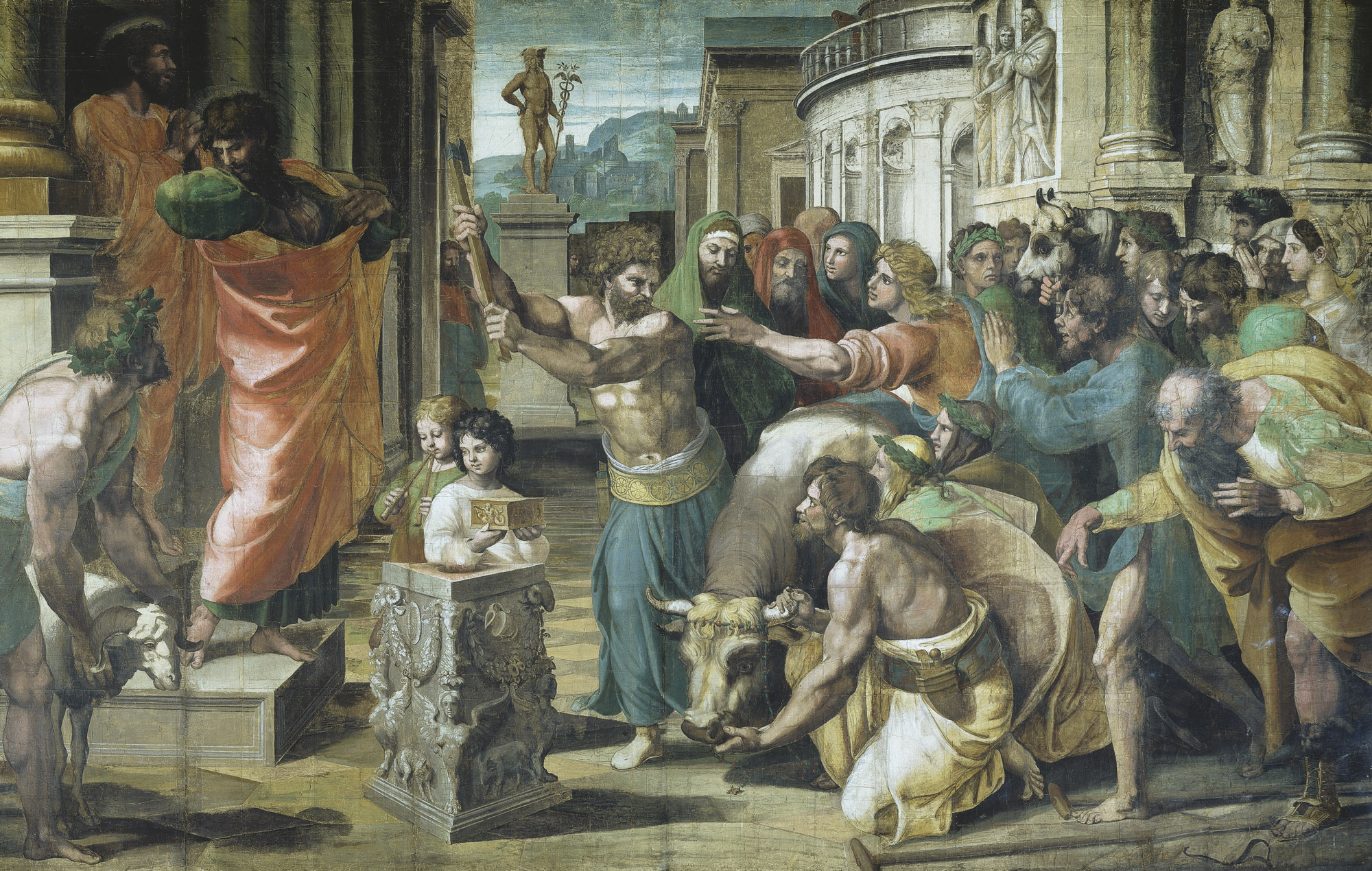
Le Sacrifice de Lystre, par Raphael.

Nouveau paradoxe, car les immortels amants sont la proie d'une mort vivante. Pour surmonter cet étrange mélange de vie et de mort, le poème change de perspective et la quatrième strophe s'ouvre sur une bacchanale avec son cortège et le sacrifice d'une génisse, scène familière à Keats qui l'a observée dans les marbres d'Elgin, les planches gravées de Piranèse, le tableau de Claude Lorrain Le Sacrifice à Apollon et, parmi les cartons de Raphaël, Le Sacrifice de Lystre,.

### Strophe V
L'urne n'offre à voir qu'un cortège, le reste est dû à l'imagination du narrateur. L'autel, la ville se situent au-delà de l'art dont le poème remet en question les limites en présupposant et en décrivant effectivement leur existence potentielle. Les questions posées demeurent sans réponse, parce que personne ne peut savoir où se situe leur vérité. Aussi la quatrième strophe commence-t-elle par un rappel que l'urne appartient à l'art éternel :
| O Attic shape! Fair attitude! with brede Of marble men and maidens overwrought, With forest branches and the trodden weed; Thou, silent form, dost tease us out of thought As doth eternity: Cold Pastoral! When old age shall this generation waste, Thou shalt remain, in midst of other woe Than ours, a friend to man, to whom thou say'st, Beauty is truth, truth beauty,—that is all Ye know on earth, and all ye need to know. | O forme attique ! Galbe charmant ! Un entrelac De formes de marbres, hommes et vierges, t'entoure, Mêlé aux ramures de la forêt et aux herbes que le pied foule ; Muets contours, votre énigme excède la pensée, Comme fait l'éternité : Froide Pastorale ! Quand le grand âge consumera la présente génération Tu demeureras, parmi d'autres douleurs Que les nôtres, amie de l'homme, à qui tu dis : La Beauté, c'est la Vérité ; la Vérité, Beauté – voilà tout Ce que vous savez sur terre et tout ce qu'il faut savoir. |

L'urne se fait taquine (tease us), aiguisant la curiosité sans jamais lui donner la réponse, car en tant que public, notre compréhension reste limitée (« excède la pensée » out of thought). À ce stade, l'objet contemplé est devenu une pastorale à la fois froide et passionnée, et en cette capacité, il peut encore servir l'humanité. Son ultime message tient dans les deux derniers vers. Dans son sonnet Après avoir vu un très beau tableau (On Seeing a Beautiful Picture), Wordsworth exprime une idée semblable à celle de Keats : l'œuvre picturale fixe les choses à un moment favorable, les soustrait au temps qui dérange les heureuses rencontres de la lumière et des formes, mais, explique Laffay, Keats va beaucoup plus loin (voir infra la mise au point d'Albert Laffay).

## Thématique

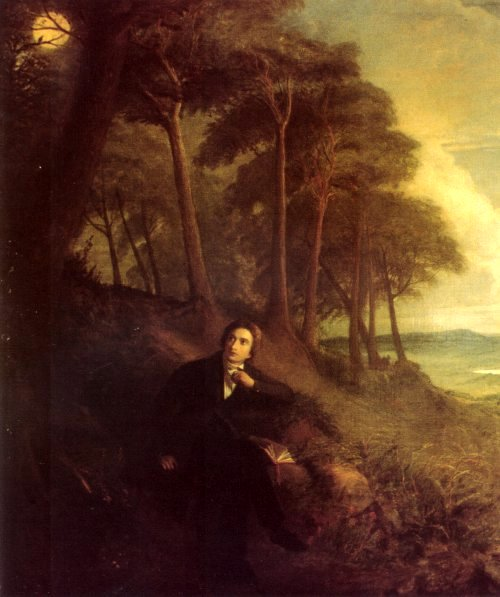
Keats, à l'écoute du rossignol à Hampstead Heath, par Joseph Severn.

Comme beaucoup des odes composées par Keats, l'Ode sur une urne grecque s'intéresse aux rapports entre l'art et la nature et aussi l'art et son public.

### Art et nature
Ce n'est pas tant l'art en tant que tel qui est concerné, mais son immortalité, ici représentée par l'urne, qui s'oppose à la mutabilité de la nature. Il y a là deux mondes antithétiques, chacun avec ses joies et ses malheurs selon qu'ils sont jugés par leurs canons réciproques. Le monde de l'art est certes éternel, mais à jamais figé, sans vie et stagnant ; en revanche, le monde de la nature jouit de la chaleur et de la passion humaines, mais reste voué à l'éphémère. Dans le poème, les deux mondes se juxtaposent sans que leur opposition soit résolue, en suspens jusqu'à la fin. Dans le même temps, Keats idéalise le monde de l'art en se référant sans cesse à l'éternité dont jouissent ses objets, ici représentés sur l'urne, et il banalise cette immortalité en insistant sur leur manque de passion, de chaleur et de vie. D'un côté, comme le précise la première strophe, l'urne raconte l'histoire quotidienne des Grecs anciens mieux que ne saurait le faire la poésie (more sweetly than rhyme) ; de l'autre, l'urne ne dit pas tout (en témoignent les questions sans réponse qui suivent, ce qui approfondit le mystère) : comme l'écrit Perkins, en définitive, ne s'agit-il « que des hommes et des vierges de marbre, des créatures sans identité réelle » ?
Keats se sert alors de formules négatives à répétition (canst, cannot, never, nor, not) : comme l'explique Murry, « il envie le bonheur des participants immunisés contre la mortalité et le pourrissement […] qui les ont quittés tel un vêtement. Pour autant, ils sont mortels comme nous pour s'être, sans le savoir, aventurés dans le domaine de l'enchantement, d'où ils ne sauraient revenir […] le poète qui les a d'abord enviés, finit presque par les prendre en pitié, car ils sont, en quelque sorte, morts pour l'humanité ».
Le contraste entre art et nature s'intensifie lorsque le regard du narrateur se pose sur les joueurs de pipeaux : l'art leur a conféré l'éternité et en conséquence, ils sont condamnés à souffler dans leurs instruments sans jamais connaître le repos normalement alloué aux humains ; de semblable façon, les arbres sont voués à ne point perdre leurs feuilles, même si le cycle des saisons affecte la beauté de la nature : rameaux, mélodistes, amants, tout immunes aux chagrins, aux souffrances et à la décrépitude de la nature qu'ils soient, ne connaîtront ni la vigueur de la sève, ni la félicité du chant, ni l'assouvissement du désir. La génisse promise au sacrifice est elle aussi privilégiée puisque, quoi qu'il arrive, l'art lui confère l'éternité ; de même, le petit bourg désert garde sa solitude pétrifiée, ses habitants à jamais immobiles dans l'impossibilité d'y retourner.
Nul doute, en effet, que l'urne recèle sur ses flancs une « pastorale glacée » (cold pastoral) où dominent le silence, le calme. Dans le même temps, elle demeure une amie de l'homme, car elle a une leçon à lui impartir. Ainsi, Keats maintient le paradoxe de l'opposition qui structure son poème de bout en bout.

### Art et public
Si dans une ode comme celle à un rossignol, le poète s'intéresse en priorité aux sensations auditives, ici le processus se trouve inversé en faveur des perceptions visuelles. L'urne est déjà présente dans l'Ode à l'Indolence, où figurent trois scènes consacrées à l'amour, l'ambition et la poésie ; seuls, l'amour et la poésie sont ici repris, et l'urne, en tant qu'artéfact artistique, est présumée capable d'atteindre à la vérité. Il n'y est pourtant question que de la vie ordinaire, une poursuite amoureuse inassouvie, la production d'une mélodie, un rite religieux. En principe, le narrateur reste détaché, mais la description même de l'urne implique un observateur humain qui en extrait les images : ainsi, une relation réciproque s'établit, telle celle qu'entretient le critique avec un poème. La conclusion assimilant la beauté et la vérité reste ambiguë : qui parle ? À qui parle-t-on ? De quoi s'agit-il ? Nouveau défi pour le lecteur qui, comme le narrateur, doit s'impliquer dans l'interprétation.

### Ut pictura poesis
En tant que symbole, une urne ne saurait à elle seule représenter la poésie, mais elle demeure un élément susceptible de contribuer à la description des relations entre l'art et l'humanité. À la différence du rossignol qui, dans l'ode qui porte son nom, ne partage en rien les préoccupations humaines, elle donne vie à un discours et suscite une imagination ; les images qu'elle expose incitent à s'interroger, invitent à s'enflammer. Il y a là un phénomène relevant de la grande tradition dite ut pictura poesis — la contemplation de l'art par le poète — qui concourt à l'universelle méditation sur l'art. Ici, c'est par l'art, en un effet de mimesis, qu'une histoire habille des silhouettes autrement sans identité. Au-delà, comme le montre la deuxième strophe, l'art tend vers l'universel, c'est-à-dire à la vérité ; dans une telle configuration, les trois silhouettes deviennent des allégories, l'Amour, la Beauté et l'Art ne faisant plus qu'un et, indépendamment des événements racontés, le spectateur ne peut que se réjouir du bonheur émanant de la scène.

### Les liens de chair
Le poème se poursuit sur un ton plus grave : Keats est d'avis que la mission de l'art dépasse l'histoire, qu'elle soit événementielle ou morale. La sensualité cède le pas à la réflexion philosophique : où commence et où finit l'art ? Quelles en sont les limites ? L'urne est trop petite pour apporter les réponses adéquates à de telles questions, d'autant moins que le narrateur a la faculté de voir au-delà de ce que recèlent ses flancs. Dans l'Ode à un rossignol et l'Ode sur la mélancolie, Keats s'attarde sur le caractère fugitif de la beauté ; en revanche, l'urne, dès lors qu'elle dispose d'un public, en l'occurrence le narrateur et au-delà, le lecteur à qui il sert de relais, assure sa permanence.
D'après Patterson, cependant, que Keats glorifie la présence des corps gravés dans le marbre aux dépens des liens de la chair lui paraît une erreur ; dans la même veine, Jones souligne l'importance de la dimension sexuelle du poème : il est question, renchérit-il, d'une « urne nuptiale » (bridal urn) et non d'une Ève dont Adam rêve et qui, à son réveil, repose à son côté : « Alors l'Éternel Dieu fit tomber un profond sommeil sur l'homme, qui s'endormit ; il prit une de ses côtes, et referma la chair à sa place ».

### Figure symbolique féminine
De fait, d'après La Cassagnère, l'ode est une sorte de déclaration d'amour à une figure symbolique de sexe féminin. Cette figure n'est pas seulement l'épousée ou l'amante encore vierge (still unravished bride (I, I), mais aussi la mère, le sein archétype, suggéré à la fin du vers 5 : about that shape, une rondeur préfigurant une grossesse. Mère et amante à aimer, l'urne peut recevoir une lecture à la fois érotique et esthétique. Qu'un lecteur imaginaire se trouve possédé d'une puissante ardeur (gusto), capable de l'amener au ravissement extatique, elle peut donner naissance et livrer sa plus intime vérité.
Le rapport oxymoronique entre unravished (« non violée », « vierge ») et bride (« épousée ») est relié syntaxiquement à quietness (« tranquillité », « calme »). L'urne symbolise l'inexorabilité d'une temporalité ressentie comme une éternité (slow time) (« temps ralenti ») et aussi d'une mutité (Thou forster-child of silence) (« Toi, enfant adoptif du silence »). D'abord, c'est une présence énigmatique qui retient son secret ; pourtant, très vite, au niveau de l'énonciation du narrateur, tout s'emballe, le mouvement s'accélère (mad pursuit, « poursuite effrénée » ; what struggle to escape, « quelle lutte pour s'échapper » ; what wild ectasy, « quelle extase sauvage ») ; la langue, le discours, le récit emboîtent le pas ; métaphoriquement, l'urne s'anime, son silence se métamorphose en éloquence : en tant qu'« historienne sylvestre » (sylvan historian), elle raconte une histoire, un conte outrepassant la simple poésie, une légende — de legendum (« à être fleurie ») — « fleurie » (flowery), « frangée de floraison » (leaf-fringed) ; d'où l'intensité des questions qui se pressent, le schéma exclamatif, l'imminence de la découverte : la contemplation est devenue absorption emphatique, l'enthousiasme plaisir, la pénétration érotique.
Désormais, le ton de ce contemplateur ou narrateur passionné se fait plus subtil (finer tone), il aperçoit l'« essence spectrale » de cette urne avec ses hiéroglyphes de vision et de beauté. L'affirmation que les mélodies non perçues sont plus douces que celles qui le sont (vers 11-12) emporte le lecteur dans le domaine de l'imagination, de la fantaisie, du fantasme : le caché devient visible, les images souterraines de la première strophe (musique, charmille fleurie, poursuite amoureuse) peuvent émerger en gros plan à proportion de l'intensité imaginative qui, selon une grammaire de la passion, se déploie et monte en puissance, comme l'indique le style exclamatif et répétitif. Keats laisse entrevoir cette expérience essentielle par la reprise adverbiale « jamais », déclinée selon diverses variantes (nor ever / never, never / forever), et la présentation des personnages figés à mi-chemin dans leurs gestes et leurs actions.
L'extraordinaire ascension extatique de la première partie appelle un contre-mouvement négatif. Les vers 28 et 30 amorcent une soudaine dissolution, un retour à la dissociation d'un éden (far above) (vers 28) et l'inexorable chute, expérience désagréable qu'accompagnent des connotations elles aussi désagréables, par exemple la langue asséchée (parched tongue) (vers 30), symbole de stérilité (barrenness), ou une perte spirituelle et même verbale : de fait, les questions se font spécifiques, se référant à une réalité donnée : « Qui sont-elles ? Vers quel autel vert ? Quelle petite bourgade ? » La syntaxe demeure a minima, se limitant à la segmentation et à la juxtaposition ; la vision s'est évanouie et a laissé place à la visibilité, et avec elle, au silence et à la désolation. Comme l'écrit Bonnecase, « À un silence prégnant de la totalité des sons, succède un autre silence qui n'est qu'absence de sons ». Le contemplateur de l'urne se trouve face à un objet dont l'intensité de l'être s'est dissoute et que nul ne saurait restaurer. « Froide pastorale » (cold pastoral), Keats semble penser que le sentiment d'éternité ne peut être atteint par la seule représentation sensorielle désormais apparente sur la frise : la nouvelle scène reste superficielle par manque d'une sensualité assez intense pour transmuer l'art en beauté. L'urne a besoin de transcendance, de devenir un autel, un tabernacle, un « objet consacré ».
À ce prix, elle parle (thou sayst, I, vers 48), tel un oracle dont le contemplateur reçoit le message dans une effervescence de perceptions que son imaginaire intensifie, si bien qu'elle représente le locus d'un mystère essentiel. L'aphorisme final tient en une formule gnomique : la froide beauté de l'urne est à proprement parler une chambre froide (cold storage) en attente, une amie de l'homme, un don pour les générations à venir, une légende dont la seule présence potentiellement nie la mort.
Le problème de la beauté est pour Keats lié à celui du temps. Temporalité et mutabilité peuvent être conquises, mais ne s'en trouvent pas pour autant annulées. Il y faut un arrangement, une sorte de compensation : l'ode montre que l'objet de beauté dévoile les moments d'éternité quand le contemplateur, transcendant le temps, se transcende lui-même, accède à une sphère de sentiments au-delà du perceptible. La beauté reste immanente à son objet dans la mesure où elle est découverte, goûtée, assimilée.

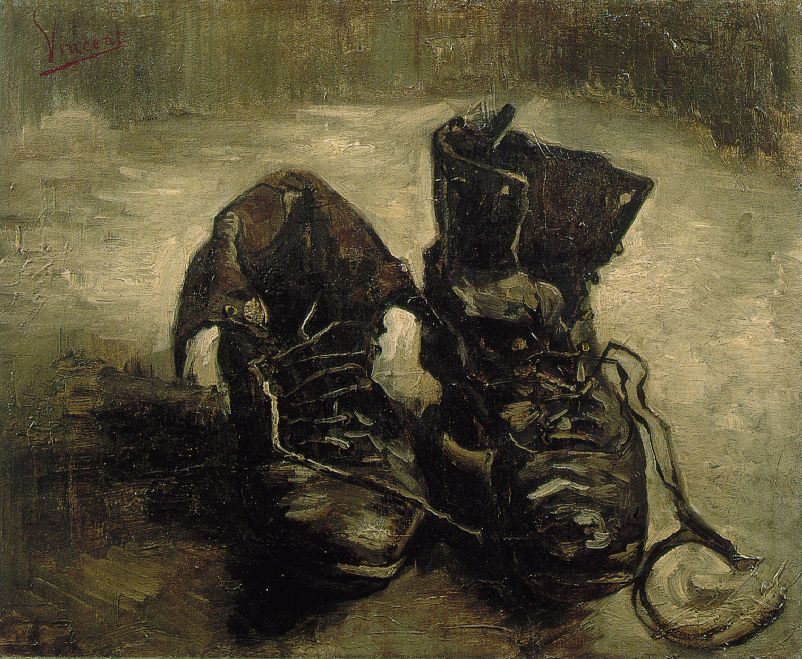
Les Souliers, Vincent van Gogh, 1887.

Heidegger exprime tout cela dans sa méditation sur le tableau de Vincent van Gogh représentant une vieille paire de chaussures, ce que George Steiner résume en ces termes, :
« The [...] meaning that a great painting or sculpture reveals, exhibits, makes sensible is, obviously, 'within-it.' It is embodied in the substance of the thing. We cannot externalize it or extract it from the work's specific mass and configuration. In this sense, it is a hiddenness. But such embodiment is, at the very same instant, [...] a deployment, an articulate and radiant projection. [...] Even the most revolutionary work of art, if it is authentic, will conserve and give to Being [...] a sanctuary such as it can find nowhere else »
« Le […] sens qu'une grande peinture ou une grande sculpture révèle, expose, rend perceptible, est manifestement « à l'intérieur ». Il se trouve incarné par la substance de l'objet. Il nous est impossible de l'externaliser ou de l'extraire de la masse et de la configuration spécifiques à l'œuvre. En ce sens, il relève de l'ordre caché. Mais une telle incarnation est en même temps un déploiement, […] une projection articulée et rayonnante […] Même l’œuvre d’art la plus révolutionnaire, si elle est authentique, gardera et donnera à l’Être un […] sanctuaire tel qu’il n’en trouvera nulle part ailleurs. »

## Forme
L'Ode sur une urne grecque, regroupant des souvenirs multiples — frises du Parthénon, vases grecs du British Museum, urne de Lord Holland, toile de Claude Gellée, gravures de Piranèse —, offre une vision fréquente chez Keats, décrite dans l'Épître à Reynolds. Dans la mesure où il s'agit d'une urne de marbre, avec des personnages en relief, dont il est douteux que Keats ait pu voir un exemplaire, le poète s'attarde sur des visions hypnagogiques, comme intermédiaires entre la veille et le sommeil.

### Lenteur
Peut-être est-ce là l'une des causes de la lenteur caractéristique du poète ; ses syllabes ont du poids et, selon Sidney Colvin, « [Keats] distille plus qu'il ne décrit ». Charles Du Bos ajoute que son tempo laisse chaque terme, l'un après l'autre, « développer en nous sa vertu ».
Ainsi, dans cet extrait de la première strophe, vers 4 et 5,
| « 'What 'leaf-fring'd 'legend 'haunts a'bout thy 'shape Of 'deities or 'mortals or of 'both, » |

les iambes [u —], de par leur pesanteur pourtant non innée, se distinguent mal des trochées [— u], ce qui a tendance à gommer les arêtes du rythme prosodique, d'autant que le débit — c'est le narrateur qui parle — par l'usage de la finale vocalique « -ed », comme dans leaf-fring'd (même si le « e » élidé ampute le mot de la syllabe « /id/ »), que Keats, à la différence des autres grands romantiques anglais, utilise souvent, a pour résultat d'augmenter le volume du mot et d'en prolonger la résonance.

### Dilatation
Autre caractéristique, mais reliquat des premières œuvres, l'abondance des mots en « y », qui se retrouve dans l'ensemble de cette même strophe : unra'vished (participe passé négatif), 'sylvian (adjectif), his'torian (nom commun), 'sweetly (adverbe), 'leaf-'fring'd (adjectif composé), 'deities (nom commun), 'Arcady (nom propre), 'pipes and 'timbrels (noms communs), 'ectasy (nom commun). Il y a une explication historique à cela : « la langue anglaise, depuis qu'elle a perdu ses finales, en particulier le « –e » inaccentué, se voit privée de nombreux effets prosodiques habituels chez Chaucer (XIVe siècle) […] Si cette finale réussit à moduler le vers, elle a aussi pour conséquence de produire une foule d'adjectifs pour ainsi dire succulents à l'excès, comme si pour passer du nom à l'épithète, on exprimait toute la saveur du substantif : c'est là encore une manière d'appuyer sur un nom et de le dilater ».
Comme l'écrit Garrod, à ce compte, les grandes odes de Keats « ne chantent pas » (do not sing) et l'Ode sur une urne grecque ne fait pas exception : elle n'emboîte le pas à aucune des traditions de l'ode et, en contradiction absolue avec, par exemple, l'œuvre de Shelley, léger, aérien, fugitif, ce n'est pas, au sens premier du terme, un poème « lyrique », destiné à être accompagné de la lyre.
D'autre part, l'épithète, selon Laffay, « a toujours tendance à assumer une valeur affective très forte. Elle sert beaucoup plus à condenser une charge d'émotion qu'à décrire ou analyser », d'où l'utilisation d'adjectifs composés, de fait amplifiés. L'Ode sur une urne grecque n'en manque pas : leaf-fring'd, high-sorrowful, mountain-built. Ici, Keats ne cherche pas à découvrir l'épithète compliquée ou rarissime, mountain-built n'a rien d'original, mais leaf-fring'd et high-sorrowful sont « gonflés de sève jusqu'au cœur ».

### Plénitude
La volonté de plénitude fait que les mots combinent des sensations de divers ordres : dans l'ode, le vase est bien décrit en trois dimensions, comme en témoignent ses flancs arrondis, ce qui reste une façon d'en faire sentir le poids, l'épaisseur, la solidité. L'emploi fréquent des « l » et des « r » renforce la sensation de « surface en ronde-bosse ».
Une fois encore, la première strophe en offre l'exemple : les deux sons, le premier latéral, le second rhotique, arrivent et se répondent tout au long, créant une fluidité ambiguë, car plombée d'énergie retenue, hypnotisante, comme si s'installait aussitôt un échange entre le poète et le monde.

### Prosodie
Par sa prosodie, l'ode reflète l'évolution réfléchie du style poétique de Keats. Alors que ses premières compositions en abondent, elle n'offre qu'un seul exemple d'inversion médiane, soit la substitution d'un iambe (u –) au milieu d'un vers ; en revanche trente-sept trochées (– u) se trouvent incorporés dans l'ensemble des deux-cent cinquante pieds, et la césure ne tombe jamais avant la quatrième syllabe.
Le vocabulaire écarte les mots polysyllabiques d'origine latine, précédemment usuels chez Keats, au profit des vocables saxons plus courts et plus drus, avec, dans la deuxième strophe, la répétition des lettres « p », « b », « v » et celle de sons consonantiques.
L'assonance abonde, par exemple au treizième vers, Not the sensual ear, but, more endear'd, où le « e » de sensual reçoit l'écho de ear qui se réverbère dans le « ea » de endear'd . Le vers 11, Heard melodies are sweet, but those unheard déploie un agencement verbal encore plus entrelacé, avec le « ea » de Heard lié en écho au « ea » de unheard, le « o » of melodies au « o » of those et le « u » de but appelant le « u » of unheard.
Il y a donc un ensemble de correspondances d'ordre graphique, encore renforcé par la séquence des sons représentés ; ainsi, pour ne reprendre que ce vers 11, /hɜːd [ˈmɛlədiz] [ɑː] [swiːt] [bʌt] [ðəʊz] [ʌnˈhɜːd], le schéma phonique se développe en chiasme (/hɜːd - /ʌnˈhɜːd) enserrant plusieurs échos avec des modulations où les sons vocaliques simples se répondent directement, [bʌ] et [ʌn] ou gagnent en longueur et en hauteur [iz] - [iː], ou encore deviennent diphtongués, [iə] - [əʊ].

## Accueil critique
D'abord mal appréciée, l'Ode sur une grecque doit attendre le XXe siècle pour être reconnue comme l'un des plus beaux poèmes jamais écrits en langue anglaise.

### AuXIXesiècle
D'abord, un compte rendu anonyme publié dans la Monthly Review de juillet 1820 : « Mr Keats ne fait guère montre de discernement dans son choix d'images. Selon les principes de l'école poétique à laquelle il appartient, il est d'avis que n'importe quoi, dans la mesure où cela a un rapport avec la nature, peut servir de support à la poésie […] Quoi de plus précieux que son exhortation aux bergers qui jouent du flûtiau dans son Ode sur une urne grecque ? ».
Le Literary Chronicle and Weekly Review du 29 juillet 1820 offre ses colonnes à un compte-rendu tout aussi anonyme qui, tout en classant le poème parmi les œuvres mineures, lui concède qu'il est la meilleure d'entre elles. En septembre de la même année, l'Eclectic Review publie un article de Josiah Conder qui brocarde Keats pour ne s'intéresser qu'aux artéfacts du paganisme : « Une urne grecque le plonge en extase et, assure-t-il, ses contours muets dépassent la pensée comme le fait l'éternité — belle description de l'ahurissement qu'entraîne de tels objets sur son esprit — ; son imagination ayant pris le pas sur sa raison, rien ne nous surprend moins que l'oracle que laisse tomber l'urne à la fin du poème […] Voilà ce que sait Mr Keats et ce qu'il lui tient à cœur de savoir. À moins qu'il n'apprenne d'autres choses, jamais ne sera-t-il capable d'écrire des vers que retiendra la postérité ».
En 1845, George Gilfillan, cité par Matthews, range l'ode parmi les plus belles des œuvres les plus courtes de Keats. Tout en vantant son originalité, il déplore que, si le poète s'est débarrassé de ses défauts les plus criants, ses aptitudes spéculatives se limitent à l'assimilation de la beauté et de la vérité. L'Encyclopædia Britannica de 1857, sous la plume de Alexander Smith, se fait élogieuse et parle d'un poème des plus exquis exhalant l'esprit de la Grèce antique, exaltant la beauté et le repos éternel. Enfin, au milieu du XIXe siècle, le poète Matthew Arnold s'extasie sur la description de la petite ville, « grecque, aussi grecque que chez Homère ou Théocrite, composée avec l'œil fixé sur son objet et l'addition d'une lumière de la plus grande limpidité ».

### AuXXesiècle
La conclusion de l'ode suscite la réflexion parmi les critiques qui s'interrogent sur le texte, son sens et sa valeur esthétique.

#### De Robert Bridge à Walter Evert
C'est le poète lauréat Robert Bridges qui engage le débat lorsqu'il écrit : 
« The thought as enounced in the first stanza is the supremacy of ideal art over Nature, because of its unchanging expression of perfect; and this is true and beautiful; but its amplification in the poem is unprogressive, monotonous, and scattered ... which gives an effect of poverty in spite of the beauty. The last stanza enters stumbling upon a pun, but its concluding lines are very fine, and make a sort of recovery with their forcible directness. »
« L'idée contenue dans la première phase concerne la suprématie de l'art sur la nature ; son immutabilité représente la perfection, ce qui est à la fois vrai et beau. L'idée ne s'amplifie pas au long du poème, et elle reste monotone, éparpillée […], comme appauvrie au lieu de s'embellir. La dernière strophe trébuche d'abord sur un jeu de mots, mais à la fin offre de jolis passages et se revigore d'une façon irrésistible. »
Arthur Quiller-Couch soutient l'inverse : à son sens, les vers en question restent vagues, conclusion digne d'une personne sans éducation, au mieux pardonnable pour un homme si jeune et si ardent. Le débat s'amplifie lorsque Richards, se fondant sur la conclusion de Keats, analyse en 1929 ce qu'il appelle les « pseudo-aphorismes » (pseudo-statements) dont est friande la poésie. Les lecteurs peuvent avoir tendance à les prendre trop au sérieux : ainsi, se gargariser (swallow) de « la beauté, c'est la vérité, et vice versa », « comme s'il s'agissait de la quintessence de la philosophie esthétique et non de l'expression d'une somme de sentiments, conduit à une confusion de l'esprit relevant de la naïveté linguistique ». T. S. Eliot, dans son essai sur Dante de la même année lui répond personnellement : après relecture et réflexion, le vers lui paraît comme une tache sur un beau poème. Deux causes possibles à cela : ou il ne le comprend pas, ou l'idée exprimée est fausse. Très vraisemblablement, cette conclusion pèche par le sens et même la grammaire ; ou alors, elle cache une signification secrète et indéchiffrable. L'année suivante, John Middleton Murry fait l'historique des réponses et conclut que sa propre opinion n'est guère différente de celle de T. S. Eliot.
La polémique se poursuit dans les années 1940-1950. Cleanth Brooks, par exemple, prend la défense des vers incriminés en 1947 et juge que le texte est tout à fait approprié dans la mesure où il se situe dans un contexte dramatique. Abrams lui emboîte le pas en 1957 lorsqu'il écrit que le narrateur émet des jugements ne se justifiant que par leur contexte dramatique et n'ayant nulle vocation à devenir des généralités philosophiques. En somme, il s'agit d'une conclusion abstraitement formulée destinée à clore un développement artistique logiquement conduit par phases successives. Quant à Earl Wasserman, il évite la question en 1957 tout en l'évoquant : à trop donner d'importance à ces quelques vers, écrit-il en substance, ils finissent par enserrer l'esprit tel un nœud coulant et miner la compréhension générale du poème, d'autant que leur position en fermeture de l'ode tend à capter l'essentiel de l'attention. En réalité, l'ensemble n'a rien d'une méditation abstraite ou d'une excursion en philosophie, mais concerne de simples objets.
En 1965, Walter Evert trouve ces derniers vers tout à fait aptes à clore l'ode : « Ainsi, le poème, écrit-il, s'approprie l'urne pour le plaisir immédiat de l'imagination et de la méditation, mais il délimite avec force l'espace de la vérité artistique, ce qui s'accorde totalement avec la grande poésie de la dernière période créatrice de Keats ».

#### La mise au point d'Albert Laffay (1952, 1968)
En 1952, édition reprise en 1968, Albert Laffay fait un point exhaustif de la question. Forts de l'édition de 1820, revue par l'auteur, certains, écrit-il, ne retiennent que Beauty is truth, truth beauty. Dans ce cas, tout le reste (that is all, etc.) ne serait qu'un commentaire du poète et non plus les paroles de l'urne grecque. D'autres s'appuient sur le manuscrit et les copies réalisées par Brown, Wildhouse et Charles Wentworth Dilke, amis du poète, pour refuser les guillemets simples du texte de 1820. Or, le tu (ye) indique bien que c'est l'urne qui parle, autrement, le poète aurait été écrit nous (we), auquel cas les guillemets ne servent qu'à isoler l'aphorisme et n'indiquent pas que la parole repasse à l'auteur.

##### Le sens
Le XXe siècle voit là un vague esthétisme : primauté du beau sur le vrai ; primauté de l'art qui crée une vérité supérieure. D'autres critiques du siècle dernier pensent que l'une ou l'autre de ces gloses est la bonne, comme F. R. Leavis dans son ouvrage Revaluation. Laffay est d'avis que Keats considère des hommes et des femmes, et se demande « par quel mystère ceux-ci se trouvent protégés du changement et de la décadence ». À ce prix, cependant, ils sont perdus pour l'humanité : le poète d'abord les envie, a presque pitié d'eux ensuite, puis après avoir fait tourner le vase, contemple l'autre face, la modeste bourgade déserte, en s'adressant à l'urne, quémande : « Muets contours, votre énigme excède la pensée, / Comme fait l'éternité… » Cela doit être rapproché de l'Épitre à Reynolds où se retrouve la formule « excède la pensée » (tease us out of thought) : ainsi, le mystère des choses ne se résout pas par un acte de la volonté, il nous tire hors de la pensée, activité discursive et analytique de l'intelligence, dans les voies de l'imagination, faculté qui nous porte au cœur des choses,.
Dans l'enchantement mélancolique et silencieux de sa contemplation, le poète sait que la vision de l'urne le tire vers le point élevé d'où il acceptera le monde tel qu'il est et pardonnera à Dieu : par le chemin de la Beauté, il saisit la réalité profonde (la Vérité) où s'harmonisent le bien et le mal. En effet, la poésie consiste à englober l'un et l'autre dans le point de vue du beau, forme sensible de la vérité supérieure, inaccessible avec les seules ressources de la raison ; le beau annonce le vrai et « [l]e poète est celui qui sait nous faire aimer cet éclat des yeux de l'hermine ou du mulot, alors même qu'ils sont en route pour leur quête sanglante ». Là se retrouve William Shakespeare — pour Keats, la référence constante —, « celui qui ne succombe pas à la tentation de la mise en ordre logique des choses, mais qui en accepte le mystère, assume sa position d'homme et réussit à tout transfigurer, à apprivoiser le mal par la médiation du beau », ce que Keats appelle la « capacité négative » (negative capability).
L'aphorisme « la Vérité est la Beauté » ne se comprend qu'en relation avec cette « capacité négative » imaginée par Keats. Elle est déjà en germe dans une lettre à Bailey : Keats y assure que ce que l'Imagination saisit comme Beauté doit être Vérité. On peut comparer l'Imagination au rêve d'Adam : « il s'éveilla et vit que c'était la Vérité ». Rien ne s'atteint par une chaine de raisonnement et, de toute façon, « la vie du sentir est préférable à la vie de la pensée » (O for a life of sensations rather than thoughts!). Autre texte où se poursuit la réflexion, le commentaire sur Charles Wentworth Dilke, ami du poète, où la passivité sensuelle devient « indolente créatrice […] universalité innée » (« indolent creator [...] innate universality ».
Dans une autre missive destinée à Richard Woodhouse, Keats écrit : « pour échapper à la souffrance et l'angoisse, il convient de vivre dans le présent immédiatement sensible, ou détacher l'objet du présent, l'extraire du temps et voir en lui la beauté éternelle, ». Autrement dit, la « capacité négative » est un état d'esprit où « l'homme peut se trouver dans un état d'incertitudes, de mystères, de doutes sans chercher à atteindre […] le factuel et la raison ».
Ainsi, l'Ode sur une urne grecque est une tentative pour capturer un instant dans une forme d'art, « [c'est] un poème de l'instant ». Quant à la vérité, « entrevue, perdue, retrouvée, elle est la vie secrète de la poésie de Keats, sans qu'elle ne soit jamais assurée une fois pour toutes ». Keats, en effet, fuit les dogmes, les définitions et les prises de position définitives : la « capacité négative » l'aide à accepter le monde tel qu'il est, lumineux ou obscur, joyeux ou douloureux.

##### La valeur esthétique

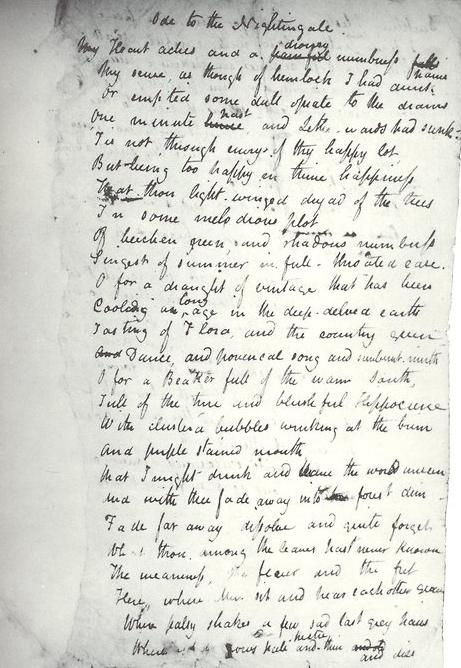
Ode to a Nightingale (holographe).

Autre point de division, la valeur esthétique de ces deux derniers vers. Laffay pense que Keats n'a pas réussi « à les faire passer ». La raison en est que les mots abstraits semblent détachés du reste de l'ode et avoir perdu le soutien de l'émotion. D'ailleurs, ajoute-t-il, la dernière strophe contient des mots euphoniquement désagréables, comme Attic attitude, avec une allitération et une assonance quasi belliqueuses, ou maniérés, tel l'archaïsme brede.
Enfin, l'Ode sur une urne grecque est liée à l'Ode à un Rossignol où le chant de l'oiseau rend, quoique de façon plus fugitive, le même service au poète que la vision de l'urne : même mélancolie, « simplement ici un peu mieux refoulée ». D'autre part, cette urne imaginaire et comme vue en rêve, qui plonge le poète dans une extase engourdie d'où surgit péniblement l'aphorisme final, est également parente de l'Ode sur l'indolence, incapable, elle, de s'exalter et qui, écrit Laffay, « demeure, en apparence du moins, au stade préliminaire de l'indifférence ».

#### Autres exégètes
Les critiques du XXe siècle ne se sont pas tous concentrés sur l'aphorisme final. Sidney Colvin se montre sensible à l'imaginaire du poète, mais H. W. Garrod, cité par Patterson, pense que l'urne — de marbre — le conduit à l'impasse d'une pastorale sans réel enthousiasme (cold pastoral). Quant à M. R. Ridley, il déplore en 1933 le mélange d'une « beauté éthérée et crispée » (tense ethereal beauty) et d'un didactisme lénifiant l'urgence du discours. L'aspect grec du poème retient l'attention de Douglas Bush qui ajoute que les détails concrets se chargent d'une nostalgie particulièrement dense, Keats se comportant « tel un sculpteur dont le marbre devient chair ».
La liste est longue des admirateurs de l'œuvre, encore que certains y trouvent toujours quelques défauts. Parmi les premiers figurent Patterson en 1968, qui décèle dans sa complexité quelque chose se rapprochant de la sagesse humaine, Sharp qui admire la façon — quelque énigmatique soit-elle — dont le thème des relations entre la vie et l'art est traité. Les seconds comprennent Vendler qui fait la louange de nombreux passages, mais juge, à la différence de Patterson, l'ensemble plutôt discontinu et pas assez structuré pour rendre compte de l'expérience esthétique, voire de toute expérience humaine en général, Bennet qui différencie en 1994 ce qui arrive sur l'urne et dans le poème de la réaction du poète face à une œuvre d'art, Motion aussi, qui fait remarquer que l'ode raconte une histoire vouée à ne pas se développer et que c'est grâce aux pouvoirs transcendants de l'art que se crée une impression d'imminence mêlée à un sentiment de frustration, enfin Ayumi Mizukoshi qui, en 2001, trouve que le poète reste à la surface des choses à chaque strophe dont il ne développe ni la substance ni la réelle finalité.

#### Traductions
- Traduction inédite d'Armand Robin, 1937, « Ode sur une urne grecque » (consulté le 18 mai 2018).
- Anonyme, « John Keats, Ode sur une urne grecque » (consulté le 3 juin 2018).
- John Keats, Ode sur une urne grecque, Ode sur une urne grecque (Wikisource), traduction en français par Paul Gallimard, Mercure de France, 1910, p. 148-151.
- (fr + en) Albert Laffay (Albert Laffay, traduction, préface et notes), Keats, Selected Poems, Poèmes choisis, Paris, Aubier-Flammarion, coll. « Bilingue Aubier », 1968, 375 p.
- John Keats, Ode sur une urne grecque, traduction par Yves Bonnefoy, avec un dessin de Dominique Gutherz, Paris, Frank Meyer pour Marchand Ducel, 1987.

#### Titres d'ordre général
- (en) Matthew Arnold, Lectures and Essays in Criticism [« De la critique, cours et essais »], Ann Arbor, University of Michigan Press, 1962 (OCLC 3487294).
- (en) Denis Bonnecase (Christian La Cassagère, éditeur scientifique), « The Aesthetic of Keats », dans Keats ou le sortilège des mots, Lyon, Presses universitaires de Lyon (PUL), coll. « CERAN (Centre du Romantisme anglais) », 2003, 255 p. (ISBN 9782729707347).
- (en) Harold Bloom, The Visionary Company [« Les visionnaires »], Ithaca, Cornell University Press, 1993 (ISBN 0-8014-0622-6).
- (en) M. H. Abrams (Jack Stillinger, éditeur scientifique), « Ode on a Grecian Urn », dans Twentieth Century Interpretations of Keats's Odes [« Ode à un urne grecque »], Englewood Cliffs, Prentice-Hall, 1968 (OCLC 190950).
- (en) Edmund Blunden, Leigh Hunt's "Examiner" Examined [« L'Examiner de Leigh Hunt examiné »], Archon Books, 1967 (OCLC 310443971).
- Charles Du Bos (Juliette-Charles Du Bos, éditeur scientifique), Journal, t. I 1921-1923, Paris, Éditions Corréa, 1946.
- (en) C. M. Bowra, The Romantic Imagination [« L'Imagination romantique »], Oxford, Oxford University Press, coll. « Oxford Paperbacks », 1961, 318 p., 5.1 x 0.8 x 7.8 inches (ISBN 978-0192810069), p. 128.
- Robert Burton (Jean Starobinski, préface) (trad. Bernard Hœpffner et Catherine Goffaux), L'Anatomie de la mélancolie, Paris, José Corti, 2004 (1re éd. 2001), 2110 p. (ISBN 9782714308627).
- (en) Douglas Bush, Mythology and the Romantic Tradition in English Poetry [« Mythologie et la tradition romantique »], Cambridge, Harvard University Press, 1937 (OCLC 55449294).
- (en) T. S. Eliot, « Dante », dans Selected Essays, Londres, Faber and Faber, 1932 (OCLC 250331242).
- (en) John Keats (H. W. Garrod, éditeur scientifique) et H. W. Garrod, Keats: Poetical Works [« Œuvres poétiques de Keats »], Oxford, Oxford University Press, 1970 (1re éd. 1926), 477 p., 21cm (ISBN 978-0192810670).
- Christian La Cassagnère, « L'Éros et le temps dans la poésie de Keats : étude sur le discours amoureux », dans Romantisme anglais et Éros, Clermont-Ferrand, Université Blaise Pascal, Centre du Romantisme anglais, 1987, 255 p. (ISBN 9782729707347), p. 987-118.
- (en) Francis Haskell et Nicholas Penny (trad. François Lissarague), Pour l'amour de l'Antique [« Taste and the Antique. The Lure of Classical Sculpture 1500–1900 »], Paris, Hachette, 1988, 416 p., 17,8 x 11 x 1,5 cm (ISBN 978-2012789180), p. 347-348.
- (en) Rosemary Hill, « Cockney connoisseurship: Keats and the Grecian Urn » [« Connaître le cockney, Keats et l'urne grecque »], Things Magazine, no 6,‎ 1997.
- (en) Paul Magunson, Reading Public Romanticism [« Romantisme, les lecteurs »], Princeton, Princeton University Press, 1998 (ISBN 0-691-05794-X).
- (en) Gerald Reitlinger, The Economics of Taste, vol. I : The Rise and Fall of Picture Prices 1760–1960 [« L'Économie du goût, montée et chute des prix des tableaux, 1760-1960 »], Londres, Barrie and Rockliff, 1961, 578 p., p. 63-70.
- (en) I. A. Richards, Practical Criticism [« Critique pratique »], Londres, Kegan Paul, Trench, Trubner, 1929 (OCLC 317672795).
- Agnès Rouveret, Histoire et imaginaire de la peinture ancienne (Ve siècle av. J-C-Ier siècle ap. J-C), Rome, École Française de Rome, 2014, 610 p., 19 cm (ISBN 978-2728310753).
- (en) A. H. Smith, « Gavin Hamilton's Letters to Charles Townley » [« Lettres de Gavin Hamilton à Charles Townley »], The Journal of Hellenic Studies, no 21,‎ 1901, p. 306-321.
- (en) H. W. Smyth, Greek Grammar [« Grammaire grecque »], Cambridge, Mass., Harvard University Press, 1920 (ISBN 0-674-36250-0).
- (en) George Steiner, Martin Heidegger, Chicago, The University of Chicago Press, 1989, 172 p. (ISBN 0-226-77232-2, lire en ligne).

#### Titres spécifiques
- (en) W. J. Bate, John Keats, Cambridge Mass., Belknap Press of Harvard University Press, 1963 (OCLC 291522).
- (en) Andrew Bennett, Keats, Narrative, and Audience [« Keats, Récits et public »], Cambridge, Cambridge University Press, 1994 (ISBN 0-521-44565-5).
- (en) Cleanth Brooks, The Well-Wrought Urn: Studies in the Structure of Poetry [« L'urne bien-forgée : études des structures poétiques »], New York, Harcourt, Brace & World, 1947 (OCLC 265162960).
- (en) Douglas Bush (Introduction), John Keats, Selected Poems and Letters [« John Keats, poèmes choisis et correspondance »], Cambridge MA, Harvard University Press, 1959 (OCLC 276449).
- (en) Sidney Colvin, John Keats, Londres, Macmillan, 1909.
- (en) Walter Evert, Aesthetics and Myth in the Poetry of Keats [« Esthétique et mythe dans la poésie de John Keats »], Princeton, Princeton University Press, 1965 (OCLC 291999).
- (en) Robert Gittings, John Keats, London, Heinemann, 1968, 469 p. (OCLC 251576301).
- (en) Matthew Gumpert, « Keats's To Haydon, With a Sonnet on Seeing the Elgin Marbles and On Seeing the Elgin Marbles » [« De Keats à Haydon, avec un sonnet sur Voir les marbres d'Elgin et Sur ma vision des marbres d'Elgin »], The Explicator, vol. 58, no 1,‎ 1999, p. 19–22 (DOI 10.1080/00144949909596992).
- (en) Klaus Hofmann, « Keats’s Ode to a Grecian Urn », Studies in Romanticism, vol. 45, no 2,‎ été 2006, p. 251–284.
- (en) John Jones, John Keats's Dream of Truth, Londres, Barnes and Noble, 1969 (ISBN 0-389-01002-2).
- (en) Theresa Kelley (Susan Wolfston, éditeur scientifique), « Keats and 'Ekphrasis' », dans The Cambridge Companion to John Keats, Cambridge, Cambridge University Press, 2001 (ISBN 0-521-65839-X).
- (en) John Keats, Lamia, Isabella, the Eve of St. Agnes and Other Poems, Harmondsworth, Penguin Classics, coll. « 01 edition », 2017, 144 p., 19 cm (ISBN 978-0241303146).
- (en) J. R. MacGillivray, « Ode on a Grecian Urn », Times Literary Supplement,‎ 9 juillet 1938, p. 465–466.
- (en) G. M. Matthews, John Keats: The Critical Heritage, New York, Barnes & Noble Publishers, 1971 (ISBN 0-389-04440-7)
- (en) P. Mishra, « A Deconstructive Stylistic Reading of Keats's Ode on a Grecian Urn » [« Lecture stylistique déconstructive de… »], The Southeast Journal of English Language Studies, Kebasaang, Malaysia, UKM Press (The University of Kebasaang, Malaysia), vol. 17, no 2,‎ 2011, p. 49-58 (ISSN 0128-5157).
- (en) Ayumi Mizukoshi, Keats, Hunt and the Aesthetics of Pleasure [« Keats, Hunt et l'esthétique du plaisir »], New York, Palgrave, 2001 (ISBN 0-333-92958-6).
- (en) Andrew Motion, Keats, Chicago, University of Chicago Press, 1999 (ISBN 0-226-54240-8).
- (en) J. M. Murry, The Mystery of Keats, Beauty is Truth [« Le mystère de Keats, la Beauté, c'est la Vérité »], Oxford, Oxford University Press, 1955.
- (en) Charles Patterson (Jack Stillinger, éditeur scientifique), « Passion and Permanence in Keats's Ode on a Grecian Urn », dans Twentieth Century Interpretations of Keats's Odes [« Passion et permanence dans… »], Englewood Cliffs, Prentice-Hall, 1968 (OCLC 190950).
- (en) David Perkins (W. J. Bate, éditeur scientifique), « The Ode on a Nightingale », dans Keats: A Collection of Critical Essays [« Ode au rossignol »], Englewood, NJ, Prentice-Hall, 1964 (OCLC 711263), p. 103–112.
- (en) Maurice Ridley, Keats' Craftsmanship [« Le Savoir-faire de Keats »], Oxford, Clarendon, 1933 (OCLC 1842818).
- (en) Ronald Sharp, Keats, Skepticism, and the Religion of Beaut [« Keats, Scepticisme et la religion de la beauté »], Athens, University of Georgia Press, 1979 (ISBN 0-8203-0470-0).
- (en) Paul Sheats (Susan Wolfston, éditeur scientifique), « Keats and the Ode », dans The Cambridge Companion to John Keats [« Keats et l'ode »], Cambridge, Cambridge University Press, 2001 (ISBN 0-521-65839-X).
- (en) Erin Sheley, « Re-Imagining Olympus: Keats and the Mythology of Individual Consciousness » [« L'Olympe revisité : Keats et la mythologie de la conscience individuelle »], Harvard University Press, 2007 (consulté le 18 mai 2018).
- (en) E. De Selincourt, The Poems of John Keats, New York, Dodd, Mead and Company, 1905, 612 p.
- (en) R. A. Swanson, « Form and Content in Keats's Ode on a Grecian Urn » [« Forme et contenu dans… »], College English, vol. 23, no 4,‎ janvier 1962, p. 302–305 (lire en ligne, consulté le 18 mai 2018).
- (en) Helen Vendler, The Odes of John Keats [« les Odes de John Keats »], Cambridge MA, Harvard University Press, 1983 (ISBN 0-674-63075-0).
- (en) Earl Wasserman, The Finer Tone, Baltimore, Johns Hopkins University Press, 1967 (OCLC 271028805)
- (en) Jacob Wigod (Jack Stillinger, éditeur scientifique), « Keats's Ideal in the Ode on a Grecian Urn », dans Twentieth Century Interpretations of Keats's Odes [« L'Idéal de Keats dans… »], Englewood Cliffs, Prentice-Hall, 1968 (OCLC 190950).

### Citations originales de l'auteur
1. ↑  « beauty is truth, truth beauty - that is all / Ye know on earth, and all ye need to know ».
2. ↑  « man is capable of being in uncertainties, mysteries, doubts without any [...] reaching after fact and reason[76] ».

### Citations originales des commentateurs
1. ↑  « mere marble men and maidens – creatures having no genuine identity[39] ».
2. ↑  « He envies the felicity of the participants who are immune from mortality and decay [...] [which] have slipped from them, like a garment. [...] They are mortals as we are; who have wandered unawares into an enchanted land; whence they can never return. [...] the poet who began by envying, ends almost by pitying. That are, as it were, lost to humanity [40] ».
3. ↑  « From a silence pregnant with the totality of sounds, we have moved to a silence which is sheer soundlessness[KBO 4] ».
4. ↑  « Mr Keats displays no great nicety in his selection of images. According to the tenets of that school of poetry to which he belongs, he thinks that any thing or object in nature is a fit material on which the poet may work [...] Can there be a more pointed concetto than this address to the Piping Shepherds on a Grecian Urn?[KM 2] »
5. ↑  « A Grecian Urn throws him into an ecstasy: its 'silent form,' he says, 'doth tease us out of thought as doth Eternity,'—a very happy description of the bewildering effect which such subjects have at least had upon his own mind; and his fancy having thus got the better of his reason, we are the less surprised at the oracle which the Urn is made to utter [...] That is, all that Mr Keats knows or cares to know.—But till he knows much more than this, he will never write verses fit to live[KM 4] ».
6. ↑  « is Greek, as Greek as a thing from Homer or Theocritus; it is composed with the eye on the object, a radiancy and light being added[60] ».
7. ↑  « the quintessence of an aesthetic philosophy, not as the expression of a certain blend of feelings, and proceed into a complete stalemate of muddle-mindedness as a result of their linguistic naivety[63] ».
8. ↑  « The poem, then, accepts the urn for the immediate meditative imaginative pleasure that it can give, but it firmly defines the limits of artistic truth. In this it is wholly consistent with all the great poetry of Keats's last creative period[59] ».
9. ↑  « a sculptor whose marble becomes flesh[82] ».